# Wolf-Arno Kropat
Wolf-Arno Kropat (* 17. August 1932 in Görlitz; † 14. April 2004 in Wiesbaden) war ein deutscher Historiker und Archivar.

## Leben und Wirken
Kropat war eines von fünf Kindern des Reichsbankrats Bruno Kropat. Er wuchs vor allem in Braunsberg auf, wo er die Volks- und dann die Oberschule besuchte. Nach dem Tod des Vaters sowie zweier Geschwister und der Flucht am Ende des Zweiten Weltkriegs ließ sich die Familie 1945 in Kassel nieder. Dort besuchte Kropat das Realgymnasium und erwarb 1952 das Abitur.
Nach dem Studium der Fächerkombination Geschichte, Latein und Philosophie an den Universitäten Marburg und Freiburg im Breisgau, zunächst mit dem Ziel des Lehramts, erwarb er 1959 das Staatsexamen und promovierte 1962 über „Reich, Adel und Kirche in der Wetterau von der Karolingerzeit bis zum Spätmittelalter“. Von 1962 bis 1964 war er Referendar am Hessischen Hauptstaatsarchiv in Wiesbaden, wo er nach seiner Ausbildung auch als Assessor übernommen wurde. Im November 1967 erfolgte die Ernennung zum Archivrat, 1972 zum Oberarchivrat. Zum 1. April 1976 wurde Kropat als Nachfolger von Wolf-Heino Struck Leiter des Hessischen Hauptstaatsarchivs. Bis zu seinem Wechsel in den Ruhestand am 31. Dezember 1995 hatte er dieses Amt inne. 1976 erfolgte außerdem die Ernennung zum Archivdirektor und 1979 zum Leitenden Archivdirektor. 
Unter Kropats Leitung erfolgten der Umzug des Hauptstaatsarchivs in seine bis heute genutzten Räume an der Mosbacher Straße in Wiesbaden und der Einstieg in die elektronische Datenverarbeitung. Er erstellte viele Gutachten über Stadt- und Gemeindewappen insbesondere unter künstlerischer und heraldischer Betrachtung.
Kropats historisches Interesse in seiner Zeit am Hauptstaatsarchiv galt dem 19. und vor allem dem 20. Jahrhundert. Zum eigentlichen Arbeitsschwerpunkt wurde die Zeitgeschichte, wie z. B. das Schicksal der hessischen Juden oder die Frühgeschichte des Bundeslandes Hessen.
Von 1990 bis 2004 war Kropat Vorsitzender der Historischen Kommission für Nassau, die er für die Geschichte des Bundeslandes Hessen insgesamt öffnete. Eine Schlüsselstellung nahm Kropat auch in der Kommission für die Geschichte der Juden in Hessen ein. Ähnlich richtungsweisend war sein Engagement in der Kommission des Hessischen Landtags zur Erforschung der politischen und parlamentarischen Geschichte des Landes Hessen, an deren Zustandekommen im Jahr 1979 er großen Anteil hatte. Seit 1976 war er auch im Vorstand des Vereins für Nassauische Altertumskunde und Geschichtsforschung.
Im Jahr 1997 erhielt Kropat die Goethe-Plakette des Hessischen Ministeriums für Wissenschaft und Kunst.

## Schriften (Auswahl)
- Reich, Adel und Kirche in der Wetterau von der Karolingerzeit bis zur Stauferzeit. Elwert, Marburg 1965.
- Frankfurt zwischen Provinzialismus und Nationalismus. Die Eingliederung der Freien Stadt in den preußischen Staat (1866–1871). Kramer, Frankfurt am Main 1971.
- (Hrsg.): Entnazifizierung – Mitbestimmung – Schulgeldfreiheit. Hessische Landtagsdebatten 1947–1950. Eine Dokumentation. Historische Kommission für Nassau, Wiesbaden 2004.